# La Alameda (Ávila)
La Alameda es una localidad española del municipio de Hoyorredondo, perteneciente a la provincia de Ávila, en la comunidad autónoma de Castilla y León.

## Historia
Hacia mediados del siglo XIX, el lugar, un barrio de Hoyorredondo, tenía contabilizadas 12 casas, habitadas por labradores. Aparece descrito en el primer volumen del Diccionario geográfico-estadístico-histórico de España y sus posesiones de Ultramar de Pascual Madoz de la siguiente manera:

ALAMEDA: barrio dependiente del pueblo de Hoyo-redondo, del que dista mil pasos, en la prov. de Avila (11 leg), part. jud. de Piedrahita (1):  sit. en una llanura en el monte y al NO. de su matriz: tiene 12 casas bajas y de mala construccion, pero con todo lo necesario á un labrador, que lo son todos sus vec.: el terreno en su mayor parte es de inferior calidad; hay algunos prados naturales de muy buena tierra, y yerbas para el ganado vacuno y caballar que se mantiene; prod. trigo candeal y mocho (nombre vulgar) centeno, cebada, garbanzos y patatas: ademas del ganado ya referido, se crian tambien ovejas, cabras y cerdos: su vecindario, riqueza y contr. de todas clases están comprendidas con las de Hoyo-redondo: tambien es conocido este barrio con el nombre de Alamedilla.
(Madoz, 1845, p. 181)

En 2022, tenía empadronados 2 habitantes.